# نورث ويلكيسبورو (كارولاينا الشمالية)
نورث ويلكيسبورو (بالإنجليزية: North Wilkesboro, North Carolina)‏ هي بلدة أمريكية تقع في الولايات المتحدة في مقاطعة ويلكس، كارولاينا الشمالية. يقدر عدد سكانها بـ 4,245 نسمة ومساحتها 13.3 كم2 و وترتفع عن سطح البحر 305 متر.

## التركيبة السكانية
حدّد مكتب تعداد الولايات المتحدة بيانات التركيبة السكانية لنورث ويلكيسبورو في تعداد الولايات المتحدة. في ما يلي، التركيبة السكانية حسب تعدادي 2000 و2010.

### تعداد عام 2000
بلغ عدد سكان نورث ويلكيسبورو 4,116 نسمة بحسب تعداد عام 2000، وبلغ عدد الأسر 1,639 أسرة وعدد العائلات 942 عائلة مقيمة في البلدة. في حين سجلت الكثافة السكانية 240.1 نسمة لكل كيلومتر مربع (621.9/ميل2). وبلغ عدد الوحدات السكنية 1,837 وحدة بمتوسط كثافة قدره 107.2 لكل كيلومتر مربع (277.6/ميل2).
وتوزع التركيب العرقي للبلدة بنسبة 78.47% من البيض و13.90% من الأمريكيين الأفارقة و0.36% من الأمريكيين الأصليين و0.73% من الأمريكيين ذوي الأصول الآسيوية و0.49% من سكان جزر المحيط الهادئ و4.25% من الأعراق الأخرى و1.80% من عرقين مختلطين أو أكثر و11.27% من الهسبانيون أو اللاتينيون من أي عرق.
بلغ عدد الأسر 1,639 أسرة كانت نسبة 29.8% منها لديها أطفال تحت سن الثامنة عشر تعيش معهم، وبلغت نسبة الأزواج القاطنين مع بعضهم البعض 38.1% من أصل المجموع الكلي للأسر، ونسبة 15.1% من الأسر كان لديها معيلات من الإناث دون وجود شريك،  بينما كانت نسبة 4.3% من الأسر لديها معيلون من الذكور دون وجود شريكة وكانت نسبة 42.5% من غير العائلات. تألفت نسبة 39.3% من أصل جميع الأسر من عدة أفراد يعيشون في نفس المنزل ونسبة 17.3% كانت تتألف من شخص يعيش بمفرده يبلغ من العمر 65 عاماً أو أكثر. وبلغ متوسط حجم الأسرة المعيشية 2.25، أما متوسط حجم العائلات فبلغ 3.01.
بلغ العمر الوسطي للسكان 36.3 عاماً. وكانت نسبة 22.9% من القاطنين تحت سن الثامنة عشر، وكانت نسبة 9.1% بين الثامنة عشر والرابعة والعشرين عاماً، ونسبة 24.5% كانت واقعةً في الفئة العمرية ما بين الخامسة والعشرين والرابعة والأربعين عاماً، ونسبة 19.2% كانت ما بين الخامسة والأربعين والرابعة والستين، ونسبة 13.9% كانت ضمن فئة الخامسة والستين عاماً فما فوق. يوجد لكل 100 أنثى 88.6 ذكر، ويوجد لكل 100 أنثى في الثامنة عشر من عمرها فما فوق 84.1 ذكر.
بلغ متوسط دخل الأسرة في البلدة 22,813 دولارًا، أما متوسط دخل العائلة فبلغ 29,844 دولارًا. وكان متوسط دخل الذكور 22,204 دولارًا مقابل 17,872 دولارًا للإناث. وسجل دخل الفرد الخاص بالبلدة 14,594 دولارًا. وكانت نسبة 21.8% من العائلات ونسبة 21.2% من السكان تحت خط الفقر، وكان من هؤلاء نسبة 24.9% تحت سن الثامنة عشر ونسبة 27.2% في الخامسة والستين من العمر وما فوق.

### تعداد عام 2010
بلغ عدد سكان نورث ويلكيسبورو 4,245 نسمة بحسب تعداد عام 2010، وبلغ عدد الأسر 1,686 أسرة وعدد العائلات 927 عائلة مقيمة في البلدة. في حين سجلت الكثافة السكانية 247.7 نسمة لكل كيلومتر مربع (641.5/ميل2). وبلغ عدد الوحدات السكنية 1,996 وحدة بمتوسط كثافة قدره 116.5 لكل كيلومتر مربع (301.7/ميل2).
وتوزع التركيب العرقي للبلدة بنسبة 73% من البيض و13.62% من الأمريكيين الأفارقة و0.40% من الأمريكيين الأصليين و0.61% من الأمريكيين ذوي الأصول الآسيوية و0.02% من سكان جزر المحيط الهادئ و10.15% من الأعراق الأخرى و2.19% من عرقين مختلطين أو أكثر و13.10% من الهسبانيون أو اللاتينيون من أي عرق.
بلغ عدد الأسر 1,686 أسرة كانت نسبة 28.8% منها لديها أطفال تحت سن الثامنة عشر تعيش معهم، وبلغت نسبة الأزواج القاطنين مع بعضهم البعض 35.4% من أصل المجموع الكلي للأسر، ونسبة 14.8% من الأسر كان لديها معيلات من الإناث دون وجود شريك،  بينما كانت نسبة 4.8% من الأسر لديها معيلون من الذكور دون وجود شريكة وكانت نسبة 45% من غير العائلات. تألفت نسبة 40.1% من أصل جميع الأسر من عدة أفراد يعيشون في نفس المنزل ونسبة 16% كانت تتألف من شخص يعيش بمفرده يبلغ من العمر 65 عاماً أو أكثر. وبلغ متوسط حجم الأسرة المعيشية 2.25، أما متوسط حجم العائلات فبلغ 3.07.
بلغ العمر الوسطي للسكان 40.3 عاماً. وكانت نسبة 22.4% من القاطنين تحت سن الثامنة عشر، وكانت نسبة 8.9% بين الثامنة عشر والرابعة والعشرين عاماً، ونسبة 23.8% كانت واقعةً في الفئة العمرية ما بين الخامسة والعشرين والرابعة والأربعين عاماً، ونسبة 26.1% كانت ما بين الخامسة والأربعين والرابعة والستين، ونسبة 18.8% كانت ضمن فئة الخامسة والستين عاماً فما فوق. وتوزع التركيب الجنسي للسكان بنسبة 49.4% ذكور و50.6% إناث.

## أعلام
- جوليان برايس
- دين كومبز
- روبرت بيرد
- أوليفر